# Karim Gazzetta
Karim Gazzetta (Ginebra, Suiza, 1 de abril de 1995 - Mostar, Bosnia y Herzegovina, 21 de noviembre de 2022) fue un futbolista suizo que jugaba en la posición de centrocampista.

## Biografía
Karim Gazzetta jugó en el Servette FC Ginebra desde que era joven. En 2013 recibió su primer contrato profesional, también debido a varios intentos de furtivismo por parte de clubes nacionales y extranjeros. Debutó en el primer equipo el 22 de julio de 2013. Durante la segunda mitad de 2014 jugó cedido en el Étoile Carouge FC en la Liga de Promoción, luego volvió al Servette. A fines de septiembre de 2016 se mudó nuevamente cedido al FC Winterthur, donde se lesionó solo unos días después de la mudanza y solo pudo volver a entrenar con Winterthur después de las vacaciones de invierno.
Gazzetta jugó para el FC Stade Lausanne-Ouchy en las temporadas 2019/20 y 2020/21. En junio de 2021 se mudó a Neuchâtel Xamax FC. Para la temporada 2022/23, Gazzetta se unió a los campeones récord bosnios HŠK Zrinjski Mostar.

## Carrera

### Club
| Club                       | País                 | Año       |
| -------------------------- | -------------------- | --------- |
| Servette FC                | Suiza                | 2013-2016 |
| Etoile Carouge FC (cedido) | Suiza                | 2014      |
| FC Winterthur              | Suiza                | 2016-2019 |
| FC Stade Lausanne Ouchy    | Suiza                | 2019-2021 |
| Neuchâtel Xamax            | Suiza                | 2021-2022 |
| Zrinjski Mostar            | Bosnia y Herzegovina | 2022      |

### Selección nacional
Jugó para la selección sub-20 de Suiza entre 2012 y 2014 en seis partidos sin anotar goles.

## Muerte
El 21 de noviembre de 2022 Gazzetta se suicidó al saltar desde el octavo piso de un edificio en Mostar, Bosnia y Herzegovina. La policía local hizo investigaciones en el lugar.

## Logros
Servette
- 1. Liga Promotion (1): 2015–16